# Эммо (граф Лоона)
Эммо (фр. Emmon de Looz; ум. 17 января 1078) — граф Лоона с 1044 или 1046 года. Один из первых известных графов Луна

## Биография
Сын графа Лоона Гислеберта и его жены Луитгарды Намюрской, дочери графа Намюра Альберта I.
Упоминается с титулом comes lomensis и comitis de Los в документах 1047 и 1067 годов.
Некоторые историки считают, что он правил совместно с братом Оттоном, но преобладает мнение, что они сразу поделили отцовское наследство, и Оттону досталось графство Дюра.

## Брак и дети
Жена — Сванехильда, дочь графа Восточной Фризии (Голландии) Дирка III. Дети:
- София (ум. 1065), с 1062 жена короля Венгрии Гезы I
- Арнуль I (ум. 1125), граф Лоона
- Тьерри, сеньор Горна
- Рено